# Cynoglossus puncticeps
Cynoglossus puncticeps är en fiskart som först beskrevs av Richardson, 1846.  Cynoglossus puncticeps ingår i släktet Cynoglossus och familjen Cynoglossidae. Inga underarter finns listade i Catalogue of Life.